# Raphaël Sévère
*

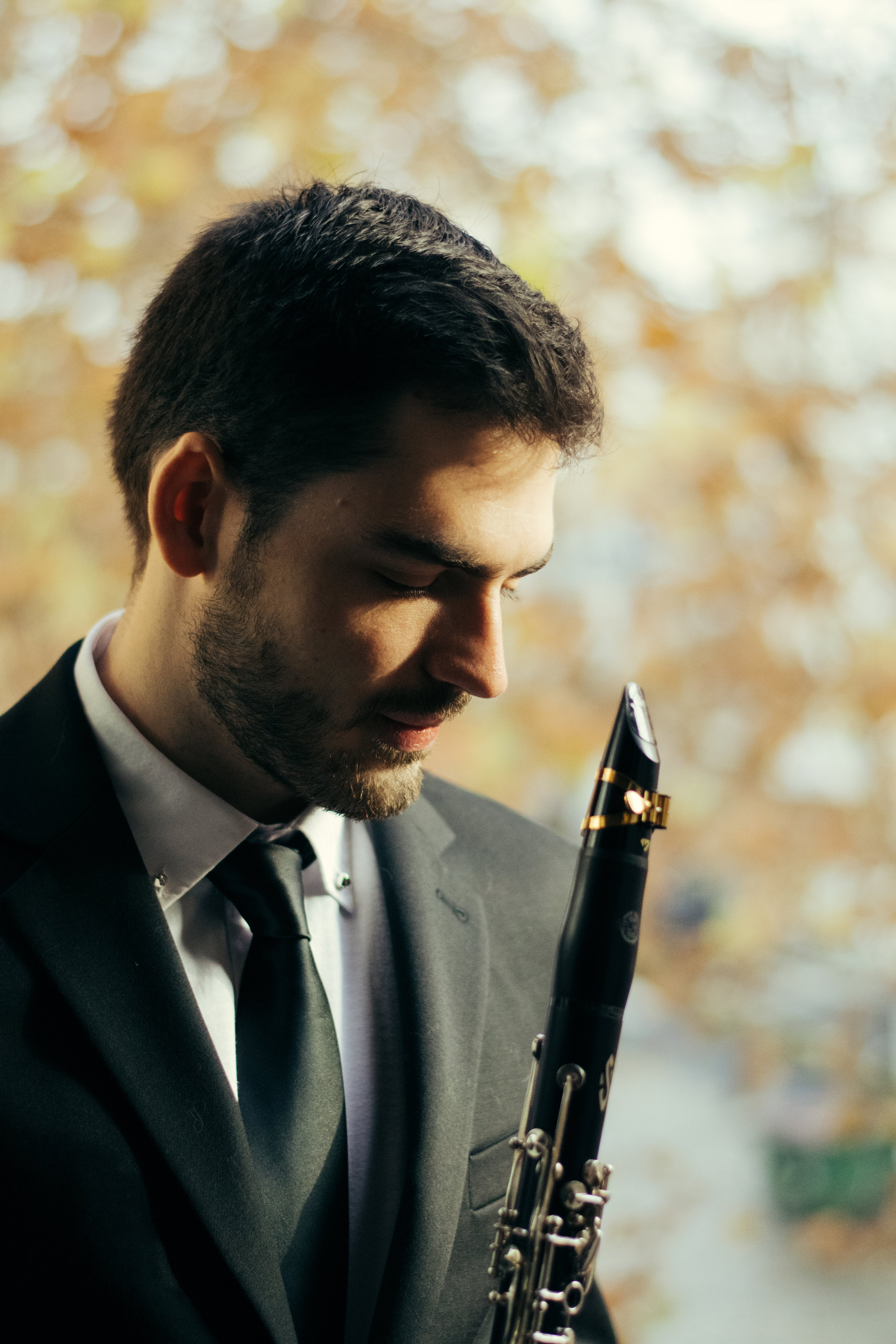
Raphaël Sévère

Raphaël Sévère (* 15. September 1994 in Rennes) ist ein französischer Klarinettist und Komponist.

## Leben
Sévère wurde in eine Musikerfamilie geboren. Er studierte am Konservatorium von Nantes, dann am Conservatoire National Supérieur de Musique de Paris, wo er bereits im Alter von 14 Jahren aufgenommen wurde. Er erhielt seinen Masterabschluss im Juni 2013.
Im Alter von 12 Jahren erhielt er den ersten Preis im Japan Clarinet Society-Wettbewerb in der Kategorie 18–20 Jahre (Tokyo 2007). Drei Jahre später, gewann er den Preis „révélation solist instrumental“ beim Victoires de la Musique. Bei den Young Concerts Artists International Auditions im November 2013 wurde er mit dem ersten Platz ausgezeichnet und gewann darüber hinaus acht Sonderauszeichnungen dieses Wettbewerbs.
Raphaël Sévère wurde zu vielen französischen Orchestern als Solist eingeladen: Orchestre de Chambre de Paris, Orchestre National d’Ile de France, Orchestre National de Bordeaux, Orchestre National du Capitole de Toulouse, Orchestre National de Lille, Orchestre Philharmonique de Strasbourg, Orchestre National des Pays de la Loire. Zu den internationalen Orchestern, mit denen er auftrat, zählen das London Philharmonic Orchestra, das Deutsche Symphonie-Orchester Berlin, das Konzerthausorchester Berlin, die Sinfonia Varsovia, die Russische Nationalphilharmonie, das Kammerorchester Polens, das Budapester Streichkammerorchester, das Württembergische Kammerorchester Heilbronn, das Orchestra of S. Luke’s New York, das Edmonton Symphony Orchestra, die Hong Kong Sinfonietta, das Korean National Symphony Orchestra.
Er trat bereits in der Philharmonie Berlin, im Konzerthaus Berlin, im Théâtre des Champs-Élysées, im Auditorium du Louvre, im KKL Lucerne, in der New York Alice Tully Hall und in der Washington Lincoln Center sowie im Seoul Arts Center auf.
In der Kammermusik sind seine Partner die Quartette Ebène, Modigliani, Prazák, Sine Nomine, die Trios Wanderer und Karenine, Martha Argerich, Boris Berezovsky, Jean-Frédéric Neuburger, Frank Braley, Adam Laloum, Gidon Kremer, Renaud Capuçon, David Grimal, Gérard Caussé, Antoine Tamestit, Gary Hoffman, Xavier Philips.
Raphaël Sévère gibt regelmäßig Meisterkurse in Europa und Asien. Im Jahr 2024 wurde er zum Professor für Klarinette an der Ecole Normale de Musique in Paris ernannt.
Auch als Komponist tätig, seine Werke sind bei Editions L'empreinte mélodique erschienen.

## Kompositionen
- Obscurs für Klarinette und Gitarre[13] (Uraufführung beim Festival Européen Jeunes Talents in Paris im Juli 2015).
- Entre les liens für Klarinette und Klavier[14] (vom Festival Musicades et Olivades in Auftrag gegeben und im Juli 2018 in Saint-Rémy de Provence uraufgeführt).
- Sept Miniatures für Klavier[15] (Uraufführung durch Paul Montag im Februar 2019 im Pariser Salle Cortot).
- Entre chien et loup für Gitarre[16] (von Antoine Morinière in Auftrag gegeben und im Juli 2019 in Wien uraufgeführt).
- Mojenn, Legende für Klarinette und Orchester[17] (vom Orchestre National de Bretagne in Auftrag gegeben und im März 2020 in Rennes uraufgeführt).
- Le pont d’Arcole für Violine, Cello, Klavier[18] (vom Festival Européen Jeunes talents in Auftrag gegeben und im Juli 2020 in Paris durch das Trio Karénine uraufgeführt).
- In Stahlgewittern für Violine, Klarinette, Klavier[19] (Auftragswerk des Théâtre La Scala, Uraufführung in Paris im Oktober 2020).
- Partita für Streichtrio[20] (vom Festival Européen Jeunes talents in Auftrag gegeben und im Mai 2021 in Paris durch das Trio Sypniewski uraufgeführt).
- La 7e preuve für Sopran-Saxophon und Klavier[21] (vom Valentine Michaud in Auftrag gegeben und im Juli 2021 in Festival Radio France Occitanie Montpellier durch das Akmi Duo uraufgeführt).
- Non mudera für Euphonium und Klavier, vom Corentin Morvan in Auftrag gegeben.
- Comme si für Flöte, Klarinette, Violine und Cello (im März salle Cortot durch Mathilde Caldérini, Caroline Sypniewski, David Petrlik und Raphaël Sévère uraufgeführt).
- Phoenix, für Bratsche, Klarinette und Orchester[22] (von der Hong Kong Sinfonietta in Auftrag gegeben und im April 2023 durch Adrien La Marca, Raphaël Sévère und der Hong Kong Sinfonietta in der Hong Kong City Hall uraufgeführt).

## Diskografie
- Récital de musique française, Hort 536. Werke von Francis Poulenc, Camille Saint-Saëns, Claude Debussy, Ernest Chausson, Gabriel Pierné. Öffentliches Konzert am 23. Juni 2007 in der Chapelle Saint-Louis in Cholet mit dem Pianisten Tünde Hajdu. Auszeichnungen vom Magazin Diapason (4 diapasons), von France Musique (Découverte)
- Opus 2, Thys 004, Januar 2011. Werke von Bohuslav Martinů, Emil Cossetto, Sergei Taneïev, Witold Lutosławski, Zoltán Kodály, Malcolm Arnold, Arthur Honegger, Ferruccio Busoni, Jean Françaix, mit dem Pianisten Tünde Hajdu. Auszeichnungen vom Magazin Diapason (5 diapasons)
- Folksongs, Naïve V5365, Mai 2014. Vokalwerke von Berio, Brahms, De Falla, Enrique Granados, Fernando Obradors mit Nora Gubisch, Mezzosopran, und Alain Altinoglu, Pianist und Dirigent. Auszeichnungen vom Magazin Diapason (5 diapasons), vom Magazin Télérama (Veranstaltung ffff)
- Brahms, Mirare 250, September 2014. Trio op. 114 und Sonaten op. 120 mit Victor Julien-Laferrière, Cello und Adam Laloum, Klavier. Auszeichnungen vom Magazin Télérama (Veranstaltung ffff)[23], vom Magazin Diapason (Diapason d’or des Jahres 2015), von France Musique (Sélection), von Res Musica (La clé)
- Brahms, Hindemith, Mirare 282, November 2015: Brahms- und Hindemith-Quintette mit dem Prazák-Quartett. Auszeichnungen vom Magazin Télérama (Veranstaltung ffff)[24], vom Magazin Diapason (5 diapasons), von France Musique (Sélection), von Res Musica (La clé)[25]
- Weber, Mirare 372, September 2017: Konzert op. 73 mit dem Deutschen Symphonie-Orchester Berlin (unter Aziz Shokhakimov), Variationen op. 33 und Grand Duo op. 48, Jean-Frédéric Neuburger, Klavier. Auszeichnungen vom Magazin Diapason (5 diapasons), von France Musique (Sélection), von Res Musica (La clé)[26]
- Messiaen, Ades, Mirare 334, November 2018: Quatuor pour la fin du temps von Messiaen und Kurze Studien von Ades mit dem Messiaen-Trio. Auszeichnungen vom Magazin Diapason (Diapason d’or), vom Magazin Classica (Choc de Classica), von France Musique (Sélection), von der Zeitung Le Monde (Sélection)[27], von Res Musica (La clé)[28]
- On tour, Mirare 498, Oktober 2019: Werke für Klarinette und Klavier von Lutoslawski, Poulenc, Weiner, Bartok, Sévère, Bernstein mit Paul Montag, Klavier. Auszeichnungen vom Magazin Diapason (5 diapasons), von France Info (Culture)[29]
- Mozart/Clarinet works, Mirare 626, September 2022: Konzert K.622 und Quintett K.581 mit dem Orchestre de chambre de Paris (unter Lars Vogt) und mit dem Modigliani-Quartett. Auszeichnungen vom Radio Classique (Trophée), France Musique (Le choix), Diapason (magazine)(5 diapasons), Resmusica (La clé).

## Belege
1. ↑  France Musique. 24. August 2014.
2. ↑  Libération. 21. Juli 2014.
3. ↑  London Philharmonic Orchestra. 24. November 2016.
4. ↑  Debüt im Deutschlandradio Kultur. 15. Februar 2016, archiviert vom Original am 29. Dezember 2016.  Info: Der Archivlink wurde automatisch eingesetzt und noch nicht geprüft. Bitte prüfe Original- und Archivlink gemäß Anleitung und entferne dann diesen Hinweis.
5. ↑  Deux jeunes solistes d’exception. 10. Juli 2012 (französisch).
6. ↑  The Best of Young Artists. 17. Mai 2017 (englisch).
7. ↑  Kong Sinfonietta. 25. November 2018.
8. ↑  Korean National Symphony Orchestra. 9. August 2022.
9. ↑  Deutschlandradio Kultur. 15. Februar 2016.
10. ↑  Théâtre des Champs Elysées. 18. Dezember 2016.
11. ↑  Auditorium du Louvre.
12. ↑  La Folle Journée au Japon 2014.
13. ↑  Obscurs.
14. ↑  Festival Les antiques de Glanum. Archiviert vom Original am 30. Oktober 2020; abgerufen am 28. Oktober 2020.  Info: Der Archivlink wurde automatisch eingesetzt und noch nicht geprüft. Bitte prüfe Original- und Archivlink gemäß Anleitung und entferne dann diesen Hinweis.
15. ↑  Sept miniatures.
16. ↑  Entre chien et loup.
17. ↑  Mojenn. Ehemals im Original (nicht mehr online verfügbar)
18. ↑  Le pont d’Arcole. In: concerts à Paris. 21. Juli 2020.
19. ↑  Orages d’acier. In: France Musique. 9. Oktober 2020.
20. ↑  Partita.
21. ↑  La 7e preuve.
22. ↑  DOUBLE ACTs: Double Concertos! – Hong Kong Sinfonietta. In: hksl.org. 22. April 2023.
23. ↑  Musique de chambre pour clarinette. 14. Oktober 2014.
24. ↑  Quintettes pour clarinette. 1. Februar 2016.
25. ↑  Raphaël Sévère et le Quatuor Pražák magnifient Hindemith. 30. Januar 2016.
26. ↑  Raphaël Sévère époustouflant dans Weber. 20. November 2017.
27. ↑  Sélection albums. 1. Februar 2019.
28. ↑  Quatuor pour la fin du temps. 11. Mai 2019.
29. ↑  Album On tour. 12. August 2020.

| Personendaten    | Personendaten              |
| ---------------- | -------------------------- |
| NAME             | Sévère, Raphaël            |
| KURZBESCHREIBUNG | französischer Klarinettist |
| GEBURTSDATUM     | 15. September 1994         |
| GEBURTSORT       | Rennes                     |